# コリドール
コリドール（Quoridor）は、コマの移動と壁の設置によって先にゴールに到達することを目指す、フランスのボードゲーム（アブストラクトゲーム）である。
1997年にギガミック社から販売された。
作者はミルコ・マルケシ（フランス語: Mirko Marchesi）。1997年のメンサゲームアワードに選ばれている。

## ルール

4人プレイ時のコマの初期配置。2人プレイの場合は赤と青だけを使用する。

9×9マスの盤上の、最も手前側の列の真ん中に自分のコマを置いてゲームを始める。各プレイヤーは合計20枚の壁を同じ枚数だけ持つ（2人プレイの場合は各10枚、3人プレイの場合は各6枚、4人プレイの場合は各5枚）。自分のターンに「コマを1マス動かす」か「壁を1枚設置する」のどちらかの行動を行い、順番にターンを進め、最初に自分のコマが最も向こう側の列（どのマスでも良い）にたどり着いたプレイヤーが勝利となる。

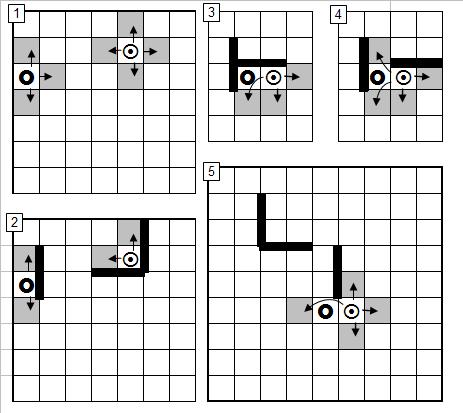
コマが移動できる場所。

コマは壁で遮られていない場所に、前後左右に1マスだけ動かせる。斜めには動かせない。また、相手のコマと隣り合った場合は、相手のコマを飛び超えることができる。ただし飛び越えようとした先に壁がある場合は、相手の駒の両隣どちらかに移動することができる。

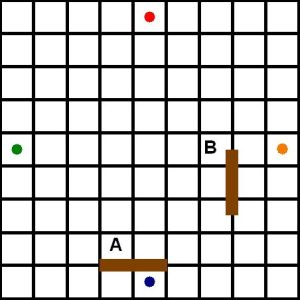
壁はAのように2マスにまたがって設置する。Bのようには置けない。

壁はマスとマスの間に、2マスにまたがるように設置しなければならない。他の壁と同じ場所に設置することはできないが、壁と壁の間を通すような形であれば設置することができる。また、相手がゴールにたどり着けなくなるような置き方はできない。必ず1箇所以上、ゴールへの道が残るような置き方をする必要がある。

## 派生バージョン
コリドール・ミニ
内容物のサイズが小さくなったバージョン。ルールなどは同じ。
コリドール・ポケット
「ミニ」よりもさらに小さいサイズのポータブル版。通常版の盤やコマは木製だが「ポケット」はプラスチック製。
コリドール・デラックス
木を削り出したバージョン。ゲーム盤は塗装着色されず木目が残っており、サイズは通常版より一回り大きい。また駒のカラーも変更されている。
コリドール・ジャイアント
デザインは通常版そのままに、サイズを約4倍大きくしたバージョン。
コリドール・キッズ
子供向けのバージョン。盤のマス数が7×7マスと通常版よりも一回り狭く、壁の枚数が16枚（2人プレイの場合は8枚ずつ持つ）になっている。それ以外のルールは同じ。コマがネズミの形をしており、向こう側の列の奥にチーズのコマが置かれ、「ネズミがチーズを取ろうとしている」とのテーマ性が追加されている。